# Troisième circonscription de la Seine-Saint-Denis de 1988 à 2012
La troisième circonscription de la Seine-Saint-Denis est l'une des 13 circonscriptions législatives françaises que compte le département de la Seine-Saint-Denis (93) situé en région Île-de-France. Elle est représentée dans la XIIIe législature par Daniel Goldberg, député PS, conseiller municipal de La Courneuve. Sa suppléante est Bâ Coulibaly. 

## Description géographique et démographique
La troisième circonscription législative de Seine-Saint-Denis se compose de trois cantons entiers :
- Canton d'Aubervilliers-Ouest : 27 126
- Canton d'Aubervilliers-Est : 36 010
- Canton de La Courneuve : 35 310

Et d'une partie du Canton du Bourget, restreinte à la ville du Bourget : 12 110
D'après les chiffres du recensement de 1999, la circonscription était alors peuplée de 110 556 habitants.

## Historique des députations
La circonscription est traditionnellement communiste, comme les deux principales villes de la circonscription. Suppléante de Jack Ralite, Muguette Jacquaint est devenue députée quand celui-ci a été nommé au gouvernement Pierre Mauroy en 1981, et a conservé ce siège sans discontinuer jusqu'en 2007, où elle a décidé de ne pas se représenter.
| Législature | Début de mandat | Fin de mandat  | Député             | Parti politique | Observations |
| ----------- | --------------- | -------------- | ------------------ | --------------- | --- |
| IXe         | 23 juin 1988    | 1er avril 1993 | Muguette Jacquaint | PCF             | Adjointe au maire de La Courneuve                                                                                           |
| Xe          | 2 avril 1993    | 21 avril 1997  | Muguette Jacquaint | PCF             | Conseillère générale de La Courneuve. Mandat écourté à la suite d'une dissolution parlementaire décidée par Jacques Chirac. |
| XIe         | 12 juin 1997    | 18 juin 2002   | Muguette Jacquaint | PCF             | Conseillère générale de La Courneuve                                                                                        |
| XIIe        | 19 juin 2002    | 19 juin 2007   | Muguette Jacquaint | PCF             | Adjointe au maire de La Courneuve                                                                                           |
| XIIIe       | 20 juin 2007    | 19 juin 2012   | Daniel Goldberg    | PS              | Conseiller régional d'Île-de-France                                                                                         |

## Historique des élections

### Élections de 1967
|                | Waldeck Rochet élu | PCF            | 31 601 | 57,45  |  |  |  |
|                | Jean Rivoire       | UD-Ve          | 15 226 | 27,68  |  |  |  |
|                | Irène Duval        | FGDS (CIR)     | 4 389  | 7,98   |  |  |  |
|                | Raymond Hébert     | CD (PDM)       | 2 554  | 4,64   |  |  |  |
|                | Pierre Pauty       | REL            | 1 239  | 2,25   |  |  |  |
|                |                    |                |        |        |  |  |  |
| Inscrits       | Inscrits           | Inscrits       | 66 976 | 100,00 |  |  |  |
| Abstentions    | Abstentions        | Abstentions    | 10 641 | 15,89  |  |  |  |
| Votants        | Votants            | Votants        | 56 335 | 84,11  |  |  |  |
| Blancs et nuls | Blancs et nuls     | Blancs et nuls | 1 326  | 2,35   |  |  |  |
| Exprimés       | Exprimés           | Exprimés       | 55 009 | 97,65  |  |  |  |

### Élections de 1968
|                | Waldeck Rochet sortant réélu | PCF            | 27 036 | 51,83  |  |  |  |
|                | Michel Marteau               | UDR (URP)      | 16 264 | 31,18  |  |  |  |
|                | Pierre Laroche               | CD (PDM)       | 4 300  | 8,24   |  |  |  |
|                | André Manzagol               | FGDS (SFIO)    | 2 289  | 4,39   |  |  |  |
|                | Bernard Pérochain            | PSU            | 2 274  | 4,36   |  |  |  |
|                |                              |                |        |        |  |  |  |
| Inscrits       | Inscrits                     | Inscrits       | 65 265 | 100,00 |  |  |  |
| Abstentions    | Abstentions                  | Abstentions    | 12 409 | 19,01  |  |  |  |
| Votants        | Votants                      | Votants        | 52 856 | 80,99  |  |  |  |
| Blancs et nuls | Blancs et nuls               | Blancs et nuls | 693    | 1,31   |  |  |  |
| Exprimés       | Exprimés                     | Exprimés       | 52 163 | 98,69  |  |  |  |

### Élections de 1973
|                | Jack Ralite élu     | PCF            | 26 573 | 51,29  |  |  |  |
|                | Pierre Huet         | RI (URP)       | 9 860  | 19,03  |  |  |  |
|                | Jacques Le Beuherec | PS (UGSD)      | 6 958  | 13,43  |  |  |  |
|                | Raymond Hébert      | CD (MR)        | 4 673  | 9,02   |  |  |  |
|                | Jacques Salvator    | PSU            | 1 710  | 3,3    |  |  |  |
|                | Roland Szpirko      | LO             | 1 412  | 2,73   |  |  |  |
|                | Pierre Delavaud     | FP             | 621    | 1,2    |  |  |  |
|                |                     |                |        |        |  |  |  |
| Inscrits       | Inscrits            | Inscrits       | 64 535 | 100,00 |  |  |  |
| Abstentions    | Abstentions         | Abstentions    | 11 289 | 17,49  |  |  |  |
| Votants        | Votants             | Votants        | 53 246 | 82,51  |  |  |  |
| Blancs et nuls | Blancs et nuls      | Blancs et nuls | 1 439  | 2,7    |  |  |  |
| Exprimés       | Exprimés            | Exprimés       | 51 807 | 97,3   |  |  |  |

La suppléante de Jack Ralite était Muguette Jacquaint, ouvrière spécialisée.

### Élections de 1978
|                | Jack Ralite sortant réélu | PCF            | 28 000 | 50,9   |  |  |  |
|                | Louis Mignot              | UDF (PR)       | 9 350  | 17     |  |  |  |
|                | Bernard Burand            | PS             | 8 554  | 15,55  |  |  |  |
|                | Joseph François-Célestine | RPR            | 5 992  | 10,89  |  |  |  |
|                | Jacques Salvator          | PSU (FA)       | 1 955  | 3,55   |  |  |  |
|                | Roland Szpirko            | LO             | 856    | 1,56   |  |  |  |
|                | Anne-Marie Pincin         | LCR            | 306    | 0,56   |  |  |  |
|                |                           |                |        |        |  |  |  |
| Inscrits       | Inscrits                  | Inscrits       | 70 037 | 100,00 |  |  |  |
| Abstentions    | Abstentions               | Abstentions    | 13 886 | 19,83  |  |  |  |
| Votants        | Votants                   | Votants        | 56 151 | 80,17  |  |  |  |
| Blancs et nuls | Blancs et nuls            | Blancs et nuls | 1 138  | 2,03   |  |  |  |
| Exprimés       | Exprimés                  | Exprimés       | 55 013 | 97,97  |  |  |  |

La suppléante de Jack Ralite était Muguette Jacquaint.

### Élections de 1981
|                | Jack Ralite sortant réélu | PCF            | 24 023 | 53,94  |  |  |  |
|                | Bernard Pérochain         | PS             | 10 357 | 23,25  |  |  |  |
|                | Louis Mignot              | UDF (PR)       | 8 348  | 18,74  |  |  |  |
|                | Jacques Salvator          | PSU            | 1 202  | 2,70   |  |  |  |
|                | Louis Lancteau            | LO             | 605    | 1,36   |  |  |  |
|                |                           |                |        |        |  |  |  |
| Inscrits       | Inscrits                  | Inscrits       | 70 694 | 100,00 |  |  |  |
| Abstentions    | Abstentions               | Abstentions    | 25 432 | 35,97  |  |  |  |
| Votants        | Votants                   | Votants        | 45 262 | 64,03  |  |  |  |
| Blancs et nuls | Blancs et nuls            | Blancs et nuls | 727    | 1,61   |  |  |  |
| Exprimés       | Exprimés                  | Exprimés       | 44 535 | 98,39  |  |  |  |

La suppléante de Jack Ralite était Muguette Jacquaint. Muguette Jacquaint remplaça Jack Ralite, nommé membre du gouvernement, du 25 juillet 1981 au 1er avril 1986.

### Élections de 1988
| Candidat       | Candidat                           | Parti             | Premier tour | Premier tour | Second tour | Second tour |  |
| Candidat       | Candidat                           | Parti             | Voix         | %            | Voix        | %           |  |
| -------------- | ---------------------------------- | ----------------- | ------------ | ------------ | ----------- | ----------- |  |
|                | Muguette Jacquaint sortante réélue | PCF               | 11 552       | 38,1         | 17 696      | 100,00      |  |
|                | François Doubin                    | MRG (PS)          | 7 023        | 23,16        | Retrait     | Retrait     |  |
|                | Claude Patin                       | UDF (PR) (URC)    | 5 428        | 17,9         |             |             |  |
|                | François Avon                      | FN                | 4 822        | 15,9         |             |             |  |
|                | Henri Poustilnik                   | Divers écologiste | 1 056        | 3,48         |             |             |  |
|                | René Bonilauri                     | Divers droite     | 440          | 1,45         |             |             |  |
|                | Lysiane Tellier                    | POE               | 0            | 0            |             |             |  |
|                |                                    |                   |              |              |             |             |  |
| Inscrits       | Inscrits                           | Inscrits          | 52 641       | 100,00       | 52 641      | 100,00      |  |
| Abstentions    | Abstentions                        | Abstentions       | 21 934       | 41,67        | 28 526      | 54,19       |  |
| Votants        | Votants                            | Votants           | 30 707       | 58,33        | 24 115      | 45,81       |  |
| Blancs et nuls | Blancs et nuls                     | Blancs et nuls    | 386          | 1,26         | 6 419       | 26,62       |  |
| Exprimés       | Exprimés                           | Exprimés          | 30 321       | 98,74        | 17 696      | 73,38       |  |

Le suppléant de Muguette Jacquaint était Jean-Jacques Karman, conseiller général du canton d'Aubervilliers-Ouest.

### Élections de 1993
| Candidat       | Candidat                           | Parti          | Premier tour | Premier tour | Second tour | Second tour |  |
| Candidat       | Candidat                           | Parti          | Voix         | %            | Voix        | %           |  |
| -------------- | ---------------------------------- | -------------- | ------------ | ------------ | ----------- | ----------- |  |
|                | Muguette Jacquaint sortante réélue | PCF            | 8 517        | 29,32        | 15 524      | 54,16       |  |
|                | Frédéric Gailland                  | UDF (CDS)      | 6 667        | 22,95        | 13 139      | 45,84       |  |
|                | Guillaume Fiquet                   | FN             | 5 733        | 19,73        |             |             |  |
|                | Jacques Salvator                   | PS (ADFP)      | 2 817        | 9,7          |             |             |  |
|                | Zaïr Kédadouche                    | GÉ (EÉ)        | 1 634        | 5,62         |             |             |  |
|                | Corinne Lacolley                   | LT-LNÉ         | 970          | 3,34         |             |             |  |
|                | Roland Taysse                      | SÉGA           | 816          | 2,81         |             |             |  |
|                | Michel Jouannin                    | LO             | 539          | 1,86         |             |             |  |
|                | André Fouquet                      | AP             | 476          | 1,64         |             |             |  |
|                | Michèle Fricheteau                 | Divers         | 360          | 1,24         |             |             |  |
|                | Alain Ketterer                     | CNIP           | 263          | 0,91         |             |             |  |
|                | Danielle Clause                    | PT             | 261          | 0,9          |             |             |  |
|                |                                    |                |              |              |             |             |  |
| Inscrits       | Inscrits                           | Inscrits       | 50 379       | 100,00       | 50 378      | 100,00      |  |
| Abstentions    | Abstentions                        | Abstentions    | 20 184       | 40,06        | 20 145      | 39,99       |  |
| Votants        | Votants                            | Votants        | 30 195       | 59,94        | 30 233      | 60,01       |  |
| Blancs et nuls | Blancs et nuls                     | Blancs et nuls | 1 142        | 3,78         | 1 570       | 5,19        |  |
| Exprimés       | Exprimés                           | Exprimés       | 29 053       | 96,22        | 28 663      | 94,81       |  |

Le suppléant de Muguette Jacquaint était Jean-Jacques Karman.

### Élections de 1997
| Candidat       | Candidat                           | Parti          | Premier tour | Premier tour | Second tour | Second tour |  |
| Candidat       | Candidat                           | Parti          | Voix         | %            | Voix        | %           |  |
| -------------- | ---------------------------------- | -------------- | ------------ | ------------ | ----------- | ----------- |  |
|                | Muguette Jacquaint sortante réélue | PCF            | 7 735        | 28,86        | 17 052      | 66,71       |  |
|                | Guilbert Hainaut                   | FN             | 5 837        | 21,77        | 8 509       | 33,29       |  |
|                | Jacques Salvator                   | PS             | 4 841        | 18,06        |             |             |  |
|                | Frédéric Gailland                  | UDF (FD)       | 4 793        | 17,88        |             |             |  |
|                | Sylvain Ros                        | Les Verts      | 1 083        | 4,04         |             |             |  |
|                | Michel Jouannin                    | LO             | 895          | 3,34         |             |             |  |
|                | Claude Patin                       | LDI (MPF)      | 466          | 1,74         |             |             |  |
|                | Antonio Diaz Florian               | GÉ             | 395          | 1,47         |             |             |  |
|                | Laurent Zarnitsky                  | IR             | 259          | 0,97         |             |             |  |
|                | Moïse Maatouk                      | MÉI            | 183          | 0,68         |             |             |  |
|                | Liliane Cordova                    | SÉGA           | 148          | 0,55         |             |             |  |
|                | Alain Lascary                      | MDR            | 106          | 0,4          |             |             |  |
|                | Philippe Dupinet                   | Divers         | 65           | 0,24         |             |             |  |
|                | Sid Ahmed Rouis                    | GÉ             | 0            | 0            |             |             |  |
|                |                                    |                |              |              |             |             |  |
| Inscrits       | Inscrits                           | Inscrits       | 44 781       | 100,00       | 44 783      | 100,00      |  |
| Abstentions    | Abstentions                        | Abstentions    | 17 072       | 38,12        | 16 679      | 37,24       |  |
| Votants        | Votants                            | Votants        | 27 709       | 61,88        | 28 104      | 62,76       |  |
| Blancs et nuls | Blancs et nuls                     | Blancs et nuls | 903          | 3,26         | 2 543       | 9,05        |  |
| Exprimés       | Exprimés                           | Exprimés       | 26 806       | 96,74        | 25 561      | 90,95       |  |

Le suppléant de Muguette Jacquaint était Jean-Jacques Karman.

### Élections de 2002
- Le Parti socialiste avait investi Daniel Goldberg et Evelyne Yonnet (en compétition face à Jacques Salvator). À la suite de l'échec du PS au premier tour de la présidentielle 2002, un accord a été passé entre le PS et le PC pour soutenir les élus PC sortants.
- Après avoir annoncé qu'elle ne se représenterait pas, le PC avait investi Gilles Poux et Meriem Derkaoui. À la suite de l'accord PS-PC, Muguette Jacquaint s'est représentée avec Meriem Derkaoui en suppléante. Elle a été soutenue dès le premier tour par le PC, le PS, les Verts et le PRG.

| Candidat       | Candidat                           | Parti                    | Premier tour | Premier tour | Second tour | Second tour |  |
| Candidat       | Candidat                           | Parti                    | Voix         | %            | Voix        | %           |  |
| -------------- | ---------------------------------- | ------------------------ | ------------ | ------------ | ----------- | ----------- |  |
|                | Muguette Jacquaint sortante réélue | PCF (PS, Les Verts, PRG) | 7 146        | 32,67        | 12 979      | 69,31       |  |
|                | Jean-Michel Girard                 | FN                       | 3 700        | 16,91        | 5 746       | 30,69       |  |
|                | Anne Valentin                      | UMP                      | 3 118        | 14,25        |             |             |  |
|                | Thierry Augy                       | UDF                      | 2 856        | 13,06        |             |             |  |
|                | Jean-Jacques Karman                | PCF (diss.)              | 2 263        | 10,34        |             |             |  |
|                | Malika Ahmed                       | Pôle républicain         | 579          | 2,65         |             |             |  |
|                | Marie-Claude Benezet               | LCR                      | 378          | 1,73         |             |             |  |
|                | Michel Jouannin                    | LO                       | 341          | 1,56         |             |             |  |
|                | Slimane Dib                        | RPF                      | 340          | 1,55         |             |             |  |
|                | Simone Louviers                    | Divers                   | 266          | 1,22         |             |             |  |
|                | Herminia Fardeau                   | MNR                      | 236          | 1,08         |             |             |  |
|                | Mario Rossi                        | Cap21                    | 218          | 1            |             |             |  |
|                | Jacques Guilbert                   | PT                       | 173          | 0,79         |             |             |  |
|                | Lucienne Lagille                   | MÉI                      | 142          | 0,65         |             |             |  |
|                | Lara Winter                        | Extrême gauche           | 120          | 0,55         |             |             |  |
|                |                                    |                          |              |              |             |             |  |
| Inscrits       | Inscrits                           | Inscrits                 | 40 346       | 100,00       | 40 349      | 100,00      |  |
| Abstentions    | Abstentions                        | Abstentions              | 18 035       | 44,7         | 20 313      | 50,34       |  |
| Votants        | Votants                            | Votants                  | 22 311       | 55,3         | 20 036      | 49,66       |  |
| Blancs et nuls | Blancs et nuls                     | Blancs et nuls           | 435          | 1,95         | 1 311       | 6,54        |  |
| Exprimés       | Exprimés                           | Exprimés                 | 21 876       | 98,05        | 18 725      | 93,46       |  |

Meriem Derkaoui, maire adjointe d'Aubervilliers, était suppléante de Muguette Jacquaint.

### Élections de 2007
- Le Parti socialiste a désigné par un vote interne (en compétition face à Jacques Salvator) le conseiller régional de La Courneuve Daniel Goldberg. Sa suppléante est Bâ Coulibaly, sans mandat, d'Aubervilliers.
- Le PCF a désigné Gilles Poux, maire de La Courneuve au terme d'une désignation l'opposant à Meriem Derkaoui et Mouloud Aounit[2].
- N'acceptant pas cette désignation, le président du MRAP et conseiller régional Mouloud Aounit a annoncé son intention de se présenter[3].
- Kamel Hamza, assistant parlementaire d'Eric Raoult, était annoncé comme le suppléant du candidat UDF Vincent Capo-Canellas, mais il a finalement déposé sa propre candidature comme titulaire une heure avant la clôture des inscriptions, il se pose en candidat UMP[4].

| Candidat       | Candidat              | Parti          | Premier tour | Premier tour | Second tour | Second tour |  |
| Candidat       | Candidat              | Parti          | Voix         | %            | Voix        | %           |  |
| -------------- | --------------------- | -------------- | ------------ | ------------ | ----------- | ----------- |  |
|                | Daniel Goldberg élu   | PS             | 6 113        | 28,12        | 12 121      | 61,52       |  |
|                | Kamel Hamza           | UMP            | 3 985        | 18,33        | 7 583       | 38,48       |  |
|                | Gilles Poux           | PCF            | 3 910        | 17,99        |             |             |  |
|                | Vincent Capo-Canellas | UDF–MoDem      | 1 816        | 8,35         |             |             |  |
|                | Serge Wargniez        | FN             | 1 642        | 7,55         |             |             |  |
|                | Slimane Dib           | Divers droite  | 833          | 3,83         |             |             |  |
|                | Mouloud Aounit        | Divers gauche  | 705          | 3,24         |             |             |  |
|                | Bénedicte Gaudilliere | LCR            | 581          | 2,67         |             |             |  |
|                | Jean-François Monino  | Les Verts      | 522          | 2,4          |             |             |  |
|                | Malika Ahmed          | Divers         | 319          | 1,47         |             |             |  |
|                | Michel Jouannin       | LO             | 287          | 1,32         |             |             |  |
|                | Jean-Michel Helleboid | MNR            | 272          | 1,25         |             |             |  |
|                | Simone Ciaravano      | LT-LNÉ         | 228          | 1,05         |             |             |  |
|                | Djamila Khelaf        | PRG            | 175          | 0,81         |             |             |  |
|                | Michel Almeras        | Divers         | 105          | 0,48         |             |             |  |
|                | Leila Azouz           | PT             | 103          | 0,47         |             |             |  |
|                | Laure Molinari        | GÉ             | 93           | 0,43         |             |             |  |
|                | Benabes Belfodil      | Divers         | 44           | 0,2          |             |             |  |
|                | Gilles Audin          | Divers         | 2            | 0            |             |             |  |
|                | Sébastien Foy         | LO             | 1            | 0            |             |             |  |
|                |                       |                |              |              |             |             |  |
| Inscrits       | Inscrits              | Inscrits       | 45 096       | 100,00       | 45 095      | 100,00      |  |
| Abstentions    | Abstentions           | Abstentions    | 22 925       | 50,84        | 24 521      | 54,38       |  |
| Votants        | Votants               | Votants        | 22 171       | 49,16        | 20 574      | 45,62       |  |
| Blancs et nuls | Blancs et nuls        | Blancs et nuls | 435          | 1,96         | 870         | 4,23        |  |
| Exprimés       | Exprimés              | Exprimés       | 21 736       | 98,04        | 19 704      | 95,77       |  |

## Après 2012
Après 2012, la circonscription est éclatée entre trois autres circonscriptions :
- la commune de La Courneuve est affectée à la quatrième circonscription de la Seine-Saint-Denis
- la commune du Bourget est affectée à la cinquième circonscription de la Seine-Saint-Denis
- la commune d'Aubervilliers est affectée à la sixième circonscription de la Seine-Saint-Denis